# Petrópolis
Petrópolis é um município localizado na Região Metropolitana do Rio de Janeiro, no estado do Rio de Janeiro, no Brasil. Ocupa uma área de 795,798 km², e sua população é de 278.881 habitantes, de acordo com o censo do IBGE divulgado em 2023. Além de ser a maior e mais populosa cidade da Região Serrana Fluminense e da Região Geográfica Intermediária de Petrópolis, também detém o maior PIB e IDH da região. O gentílico municipal de Petrópolis é petropolitano.
Petrópolis é uma das cidades mais seguras do estado do Rio de Janeiro e do Brasil, segundo classificação do IPEA para cidades de médio e grande portes. É a sede do Laboratório Nacional de Computação Científica, uma unidade de pesquisa do Ministério da Ciência, Tecnologia e Inovação. É conhecida por abrigar uma série de museus, teatros, palácios e atividades voltadas ao turismo histórico e ecológico. Recebe com frequência, também, uma série de eventos culturais, como a Bauernfest e o festival Rock the Mountain.
O clima ameno, as construções históricas e a  vegetação abundante são grandes atrativos turísticos. Além disso, a cidade possui um movimentado comércio e serviços, além de produção agropecuária (com destaque para a fruticultura) e indústria. Fundada por iniciativa do Imperador Dom Pedro II, seu nome vem da junção da palavra do latim Petrus (Pedro) com a do grego Pólis (cidade), ficando "Cidade de Pedro". É frequentemente chamada de "Cidade Imperial", por ter sido a rota preferida de Dom Pedro para seus momentos de lazer e repouso. Foi capital estadual temporariamente entre 1894 e 1902, devido à Revolta da Armada.

## História

### Primeiros povos

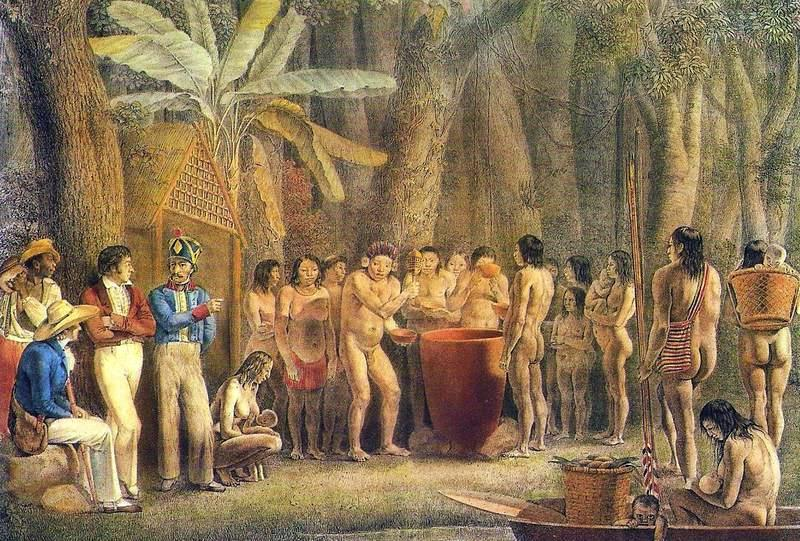
Pintura do século XIX retratando festa de beber dos índios coroados.

Até o século XVIII, a região era habitada pelos índios coroados, o que lhe valeu a denominação, pelos portugueses, de "Sertão dos Índios Coroados". Foi somente com a descoberta de ouro em Minas Gerais e a consequente abertura do Caminho Novo das minas, que passava por Petrópolis, nesse século, que a região começou a ser ocupada por não indígenas.

### Período Imperial (1822-1889)

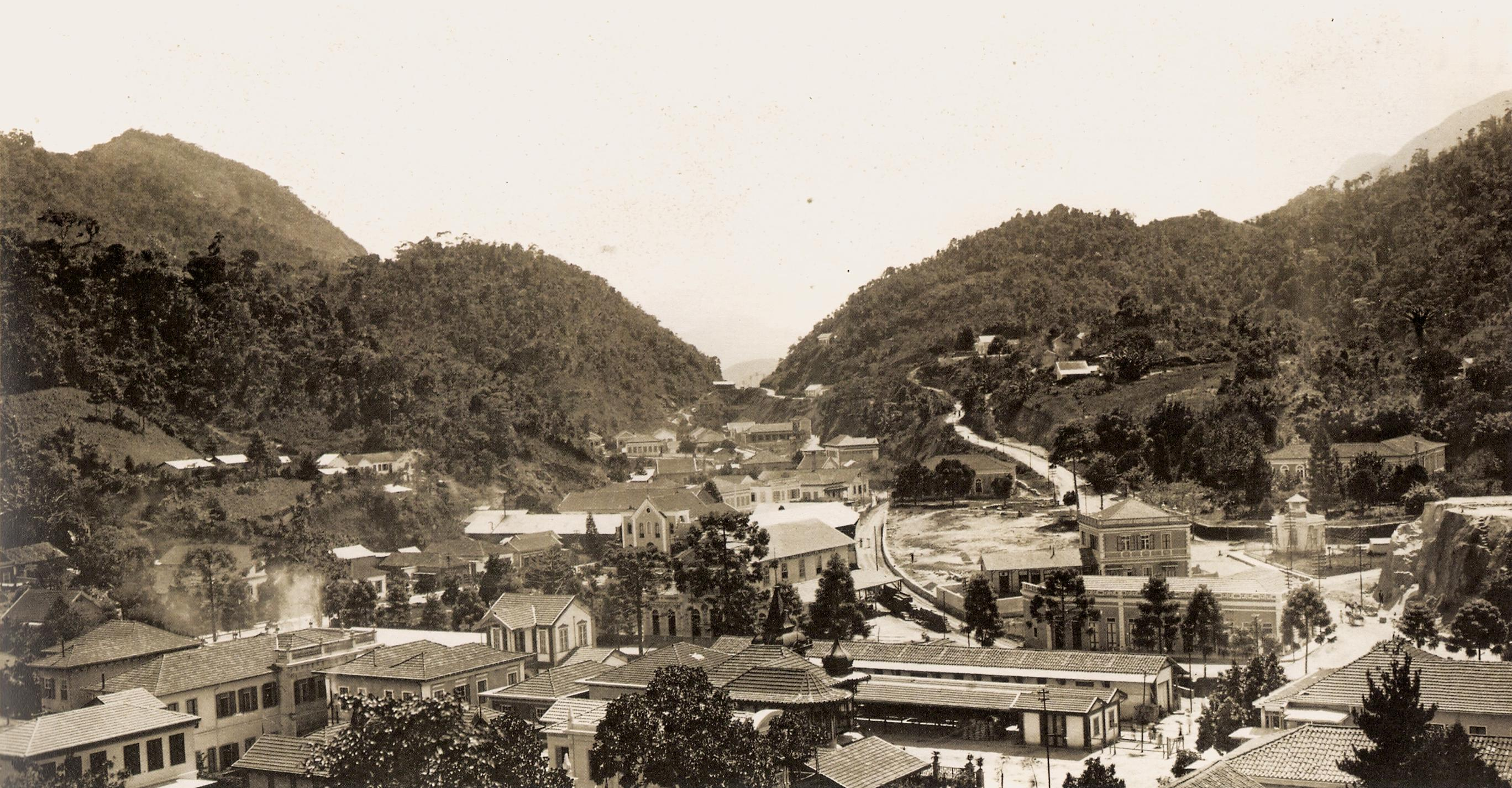
Petrópolis em 1889.

Em 1822, o imperador brasileiro dom Pedro I, a caminho de Minas Gerais pelo Caminho do Ouro, hospedou-se na fazenda do Padre Correia e ficou encantado com a região. Adquiriu uma fazenda vizinha, a Fazenda do Córrego Seco, que passou a ser chamada Imperial Fazenda do Córrego Seco, onde pretendia construir um palácio.
Seu filho, Dom Pedro II, em 16 de março de 1843, assinou um decreto imperial pelo qual determinava o assentamento de uma povoação (a ser formada com a vinda de imigrantes alemães) e a construção do sonhado palácio de verão, cuja pedra fundamental foi assentada pelo Imperador em maio de 1845, e que ficou pronto em 1847. Concebida pelo major Júlio Frederico Koeler, é tida como a segunda cidade projetada do Brasil (depois de Recife, projetada na época dos holandeses), sendo composta de um núcleo urbano — a cidade (hoje, o Centro), onde se encontravam o Palácio Imperial, prédios públicos, comércio e serviços.[carece de fontes?]

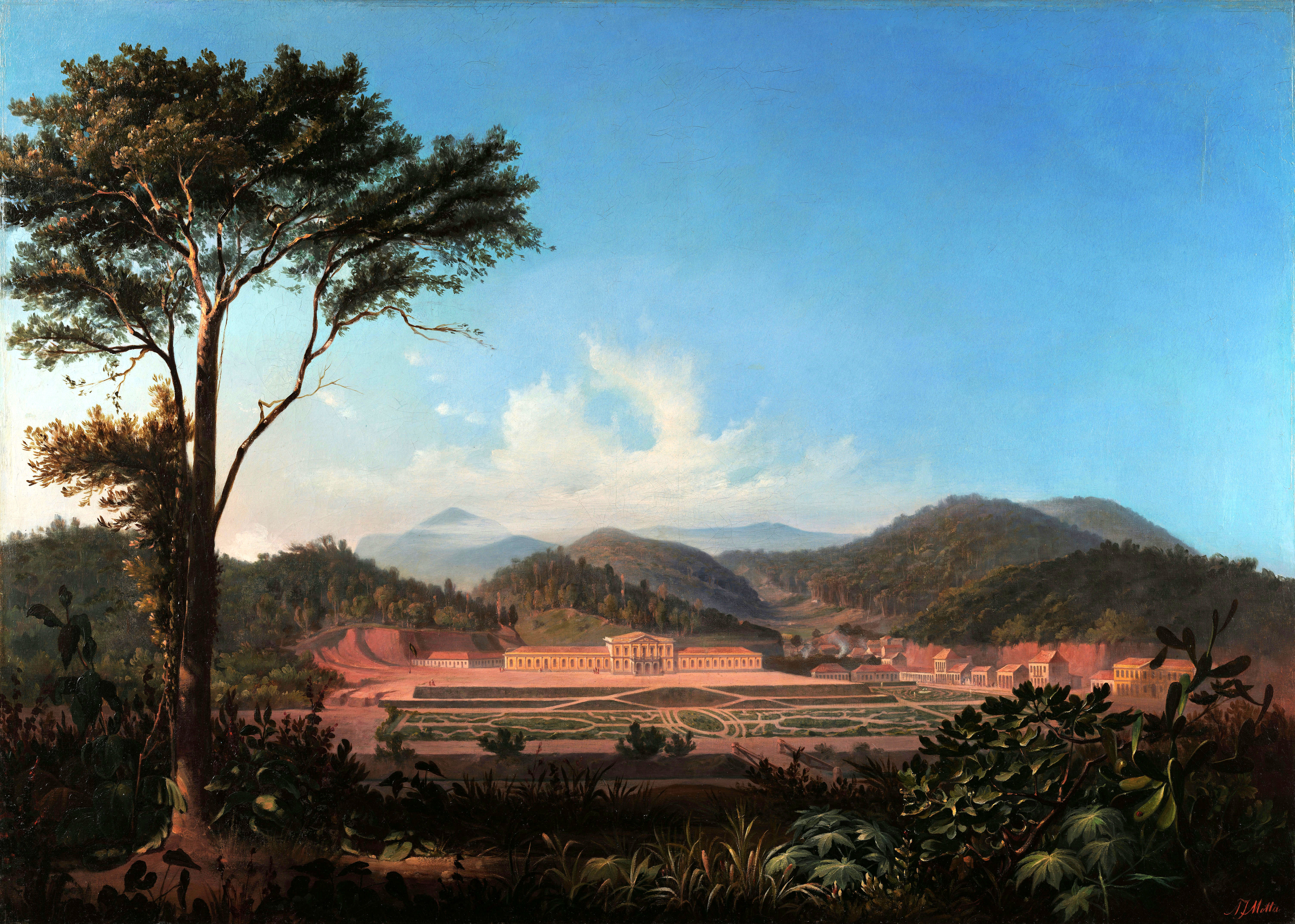
O Palácio Imperial de Petrópolis em pintura de 1855.

A partir de então, durante o verão, a cidade tornava-se a capital do Império do Brasil, com a mudança de toda a corte. Grande número de habitantes da cidade do Rio de Janeiro também se mudava durante o verão para Petrópolis para fugir dos surtos de febre amarela. Dom Pedro II governou por 49 anos e, em pelo menos quarenta verões, permaneceu em Petrópolis, eventualmente por até cinco meses. Em 29 de setembro de 1857, a localidade foi elevada à condição de cidade. Em 1861, foi inaugurada a primeira rodovia macadamizada do Brasil, a Estrada União e Indústria, ligando a cidade a Juiz de Fora. Em 1883, a Estrada de Ferro Príncipe do Grão Pará (futuramente Estrada de Ferro Leopoldina) chegou à cidade por iniciativa do Barão de Mauá, sendo inaugurada por Dom Pedro II.
Independentemente da época do ano, era em Petrópolis que moravam os representantes diplomáticos estrangeiros na maior parte do período imperial.

### Período Republicano
Entre 1894 e 1902, foi capital do estado do Rio de Janeiro, em substituição a Niterói, devido à Revolta da Armada. Também neste período, foi eleito Hermogênio Silva, o único vice-governador fluminense cuja base política era em  Petrópolis.
Em 1897, ocorreu a primeira sessão de cinema na cidade, com a exibição, através de cinematógrafo, dos primeiros filmes dos irmãos Lumière. Em 1903, foi assinado, na cidade, o Tratado de Petrópolis, que incorporou o Acre ao Brasil. O sanitarista Oswaldo Cruz foi nomeado seu primeiro prefeito em 1916.
A importância política da cidade perdurou por décadas, mesmo depois do fim do Império Brasileiro, em 1889. Todos os presidentes da república, de Prudente de Morais a Costa e Silva, passaram pelo menos alguns dias na "Cidade Imperial" durante seus mandatos. O mais assíduo dentre eles foi Getúlio Vargas, cujas estadias, durante o Estado Novo, duravam até três meses. Nas dependências do Palácio Quitandinha, ocorreu a assinatura da declaração de guerra dos países americanos às Potências do Eixo, durante a Segunda Guerra Mundial (1939-1945).
A nível de curiosidade, o único Presidente da República a se casar durante o exercício de suas funções, Hermes da Fonseca, casou-se com uma petropolitana, a caricaturista Nair de Teffé, em 8 de dezembro de 1914, no Palácio Rio Negro, localizado na Avenida Koeler, no centro de Petrópolis.
Durante a década de 1970, funcionou, na cidade, a Casa da Morte, um dos principais centros de tortura do regime militar no Brasil.

### Deslizamentos de 2022
No dia 15 de fevereiro de 2022, um temporal causou a morte de dezenas de pessoas e mais de 200 deslizamentos de terra em toda a cidade, além de alagamentos em várias ruas. Foram 260 milímetros de chuva em 24 horas, sendo 250 milímetros em apenas três horas, ultrapassando a estimativa para o mês inteiro, que é de 232 mm. Pouco mais de um mês depois, no dia 20 de março de 2022, foi registrada a maior chuva da história em 24 horas. Cinco pessoas morreram e outras quatro desapareceram, mas uma foi resgatada com vida. Foram cadastradas 365 ocorrências, 250 delas por escorregamentos atingindo casas ou vias em 19 localidades. Choveu 534,4 milímetros de água acumulados no índice pluviométrico. No bairro São Sebastião, por exemplo, foram 415 milímetros apenas nas primeiras dez horas do dia.

## Geografia

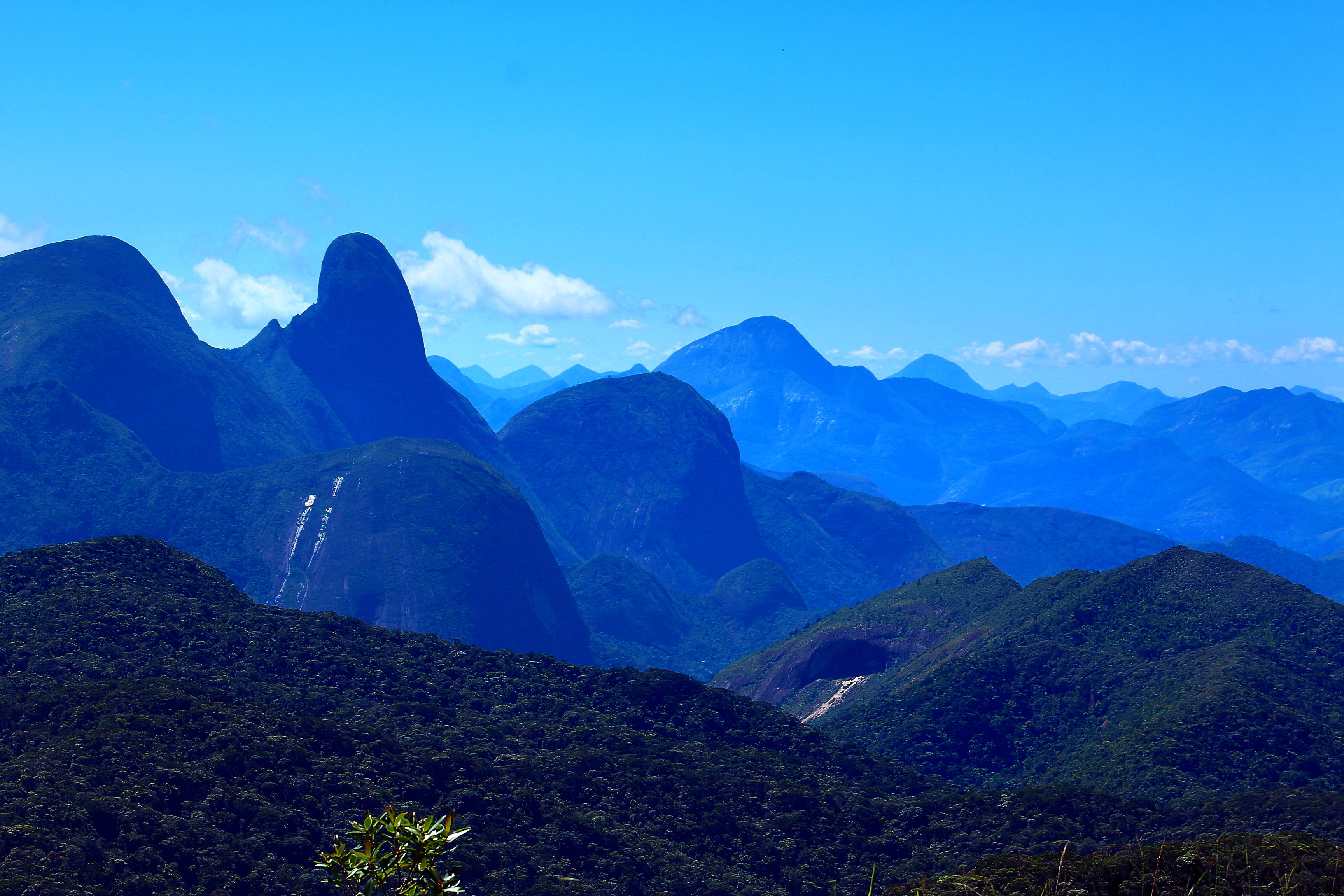
Serra de Araras, em destaque, com 1926 metros de altitude, o Pico da Maria Comprida.

Petrópolis situa-se a 68 quilômetros da cidade do Rio de Janeiro. A área central urbana de Petrópolis localiza-se no topo da Serra da Estrela, pertencente ao conjunto montanhoso da Serra dos Órgãos, subsetor da Serra do Mar. O município de Petrópolis apresenta relevo extremamente acidentado, com ocorrência de grandes desníveis. A partir do distrito de Itaipava o relevo vai diminuindo sua altitude.
O ambiente serrano, quase sempre úmido, permitiu que a vegetação local fosse caracterizada como sendo floresta de Mata Atlântica. Atualmente, tem havido a diminuição da vegetação remanescentes, e ainda o seu isolamento em “ilhas”, ocorrendo até mesmo o risco de extinção dessa vegetação natural.

### Clima
O  clima é o tropical de altitude, com verões úmidos e quentes e invernos secos e relativamente frios. O alto relevo, formado por montanhas de grandes altitudes, tem grande influência no clima do município. Dessa forma, massas de ar quente-úmidas são bloqueadas, concentradas e obrigadas a subir a grandes altitudes (maiores que 2000m). Neste momento, o contato dessas massas de ar com o ar frio dessas altitudes, ocasionam o desencadeamento das chuvas e tempestades constantes sobre a Serra do Mar. Essas chuvas, no período dos meses de verão, são muito concentradas e catastróficas em Petrópolis.
Segundo dados do Instituto Nacional de Meteorologia (INMET), referentes ao período de 1986 a 2007, a menor temperatura registrada em Petrópolis (Granja Jurity) foi de 3,5 °C em 10 de julho de 1994 e a maior atingiu 35,4 °C em 19 de janeiro de 1986. Em 7 de julho de 2019, a temperatura na estação meteorológica do mesmo instituto, no Pico do Couto, foi de 2,1 °C, uma das mais baixas registradas no município. O maior acumulado de precipitação em 24 horas foi de 534,4 milímetros, no dia 20 de março de 2022. Janeiro de 2007, com 566,2 mm, foi o mês de maior precipitação.
| Dados climatológicos para Petrópolis (Granja Jurity)                                                                                    | Dados climatológicos para Petrópolis (Granja Jurity) | Dados climatológicos para Petrópolis (Granja Jurity) | Dados climatológicos para Petrópolis (Granja Jurity) | Dados climatológicos para Petrópolis (Granja Jurity) | Dados climatológicos para Petrópolis (Granja Jurity) | Dados climatológicos para Petrópolis (Granja Jurity) | Dados climatológicos para Petrópolis (Granja Jurity) | Dados climatológicos para Petrópolis (Granja Jurity) | Dados climatológicos para Petrópolis (Granja Jurity) | Dados climatológicos para Petrópolis (Granja Jurity) | Dados climatológicos para Petrópolis (Granja Jurity) | Dados climatológicos para Petrópolis (Granja Jurity) | Dados climatológicos para Petrópolis (Granja Jurity) |
| Mês | Jan                                                  | Fev                                                  | Mar                                                  | Abr                                                  | Mai                                                  | Jun                                                  | Jul                                                  | Ago                                                  | Set                                                  | Out                                                  | Nov                                                  | Dez                                                  | Ano                                                  |
| --- | ---------------------------------------------------- | ---------------------------------------------------- | ---------------------------------------------------- | ---------------------------------------------------- | ---------------------------------------------------- | ---------------------------------------------------- | ---------------------------------------------------- | ---------------------------------------------------- | ---------------------------------------------------- | ---------------------------------------------------- | ---------------------------------------------------- | ---------------------------------------------------- | ---------------------------------------------------- |
| Temperatura máxima recorde (°C) | 35,4                                                 | 35                                                   | 33,2                                                 | 33,4                                                 | 29,3                                                 | 29,6                                                 | 30,9                                                 | 33,1                                                 | 35,1                                                 | 34,3                                                 | 34,5                                                 | 33,1                                                 | 35,4                                                 |
| Temperatura máxima média (°C) | 27,5                                                 | 28,1                                                 | 27,2                                                 | 25,9                                                 | 22,8                                                 | 22,1                                                 | 21,6                                                 | 23,1                                                 | 23,5                                                 | 24,9                                                 | 25,5                                                 | 26,5                                                 | 24,9                                                 |
| Temperatura mínima média (°C) | 17,7                                                 | 17,7                                                 | 17                                                   | 15,8                                                 | 13                                                   | 11,8                                                 | 11,3                                                 | 12                                                   | 13,4                                                 | 14,8                                                 | 15,8                                                 | 17                                                   | 14,8                                                 |
| Temperatura mínima recorde (°C) | 11,2                                                 | 11,4                                                 | 11,7                                                 | 9,5                                                  | 5,2                                                  | 4                                                    | 3,5                                                  | 4,8                                                  | 5                                                    | 5,9                                                  | 5,8                                                  | 9,1                                                  | 3,5                                                  |
| Fonte: Instituto Nacional de Meteorologia (INMET) (normal climatológica de 1981-2010; recordes de temperatura: 01/01/1986 a 30/06/2007) |                                                      |                                                      |                                                      |                                                      |                                                      |                                                      |                                                      |                                                      |                                                      |                                                      |                                                      |                                                      |                                                      |

### Áreas protegidas
Petrópolis conta com Unidades de Conservação da Natureza federais, estaduais, municipais e particulares. As quatro unidades federais são a Área de Proteção Ambiental de Petrópolis (APA Petrópolis), o Parque Nacional da Serra dos Órgãos (PARNASO), a Reserva Biológica do Tinguá (Rebio Tinguá), e o Refúgio de Vida Silvestre. A Reserva Biológica de Araras é a única unidade estadual. As duas reservas municipais são o Parque Natural Municipal Padre Quinha e o Monumento Natural da Pedra do Elefante. As cinco Reservas Particulares do Patrimônio Natural (RPPN) incluem quatro reservas federais — RPPN Pedra dos Amarílis, RPPN Fazenda da Limeira, RPPN Graziela Maciel Barroso e RPPN Mata dos Pilões — e uma reserva municipal, a RPPN-M Sítio Casal Buono, Moinho Preto.

## Demografia
| Distribuição da população por religião ou sua ausência no Censo de 2022 | Distribuição da população por religião ou sua ausência no Censo de 2022 | Distribuição da população por religião ou sua ausência no Censo de 2022 | Distribuição da população por religião ou sua ausência no Censo de 2022 | Distribuição da população por religião ou sua ausência no Censo de 2022 |
| ----------------------------------------------------------------------- | ----------------------------------------------------------------------- | ----------------------------------------------------------------------- | ----------------------------------------------------------------------- | ----------------------------------------------------------------------- |
|                                                                         |                                                                         |                                                                         |                                                                         |                                                                         |
| Catolicismo Romano                                                      | Catolicismo Romano                                                      |                                                                         | 48,06%                                                                  | 48,06%                                                                  |
| Protestantismo                                                          | Protestantismo                                                          |                                                                         | 29,14%                                                                  | 29,14%                                                                  |
| Sem religião                                                            | Sem religião                                                            |                                                                         | 12,68%                                                                  | 12,68%                                                                  |
| Espiritismo                                                             | Espiritismo                                                             |                                                                         | 3,83%                                                                   | 3,83%                                                                   |
| Umbanda e Candomblé                                                     | Umbanda e Candomblé                                                     |                                                                         | 1,47%                                                                   | 1,47%                                                                   |
| Tradições indígenas                                                     | Tradições indígenas                                                     |                                                                         | 0,03%                                                                   | 0,03%                                                                   |
| Outros                                                                  | Outros                                                                  |                                                                         | 4,57%                                                                   | 4,57%                                                                   |

Petrópolis  viveu um forte crescimento populacional no final do século XIX, que se manteve de forma menos significativa durante todo o século XX, tendo sua população começado a estagnar e, a partir de então, retrair (mesmo que de forma amena) por volta do início dos anos 2000. Segundo dados de 2010, 52,3% (aproximadamente 155 mil pessoas) da população pertencem ao sexo feminino e 48,7% (cerca de 145 mil pessoas) ao sexo masculino.
A Diocese de Petrópolis é um subdivisão da Arquidiocese de Niterói no modelo hierárquico da Igreja Católica no Brasil. Segundo o IBGE, os católicos não são maioria, mas representam o maior grupo religioso da cidade, com cerca de 48% de adeptos na população, seguido dos protestantes e dos irreligiosos (incluindo-se ateus e agnósticos). Ainda estão presentes os espíritas, os umbandistas e os candomblecistas. Em menor grau, outros grupos religiosos atuam na cidade, como os adeptos de tradições indígenas, os wiccas (e demais neo-pagãos), os judeus, os muçulmanos e os budistas.

### Composição étnica

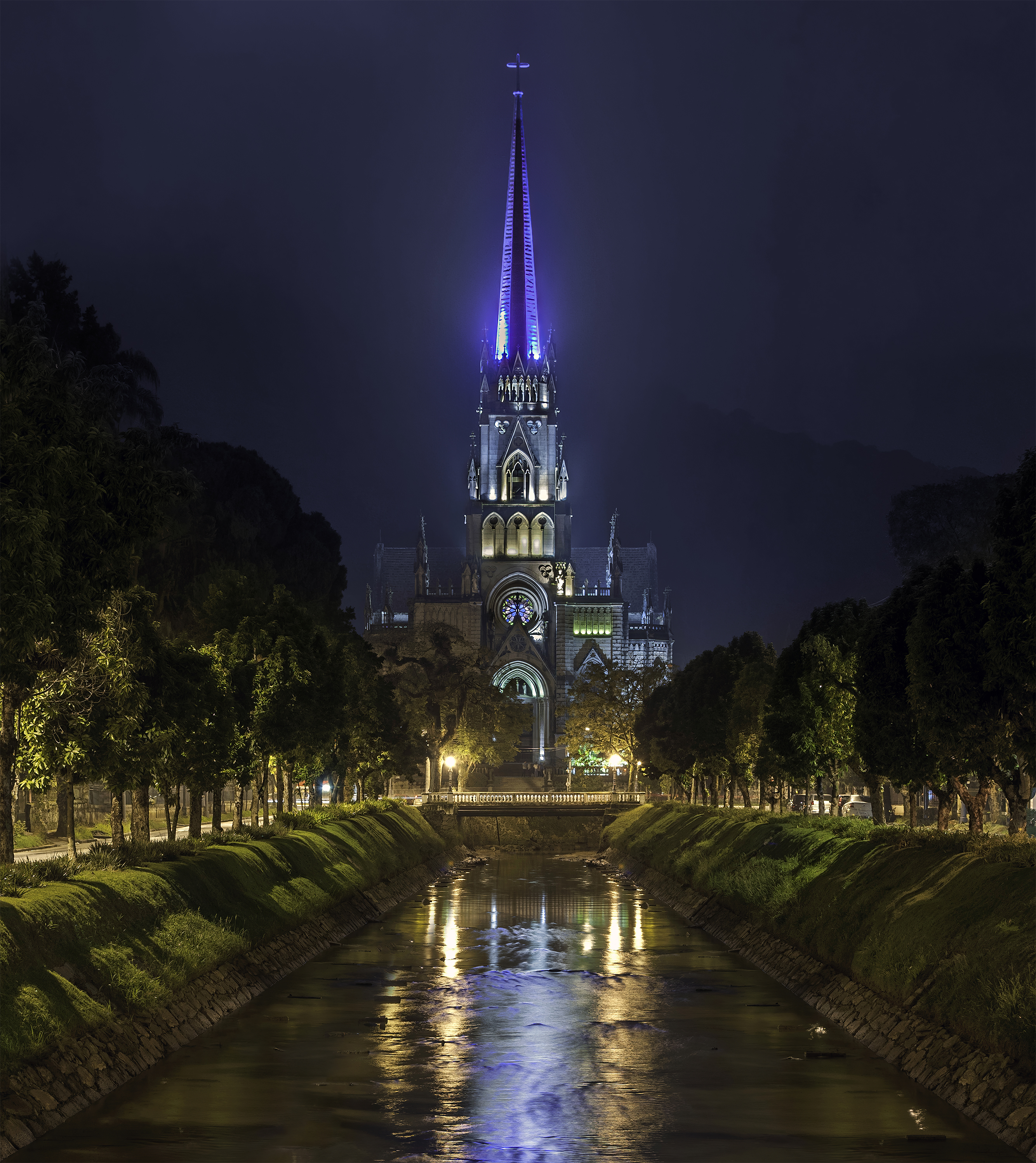
Catedral de Petrópolis.

| Distribuição da população por cor/raça ou etnia no Censo de 2022 | Distribuição da população por cor/raça ou etnia no Censo de 2022 | Distribuição da população por cor/raça ou etnia no Censo de 2022 | Distribuição da população por cor/raça ou etnia no Censo de 2022 | Distribuição da população por cor/raça ou etnia no Censo de 2022 |
| ---------------------------------------------------------------- | ---------------------------------------------------------------- | ---------------------------------------------------------------- | ---------------------------------------------------------------- | ---------------------------------------------------------------- |
|                                                                  |                                                                  |                                                                  |                                                                  |                                                                  |
| Brancos                                                          | Brancos                                                          |                                                                  | 58,7%                                                            | 58,7%                                                            |
| Pardos                                                           | Pardos                                                           |                                                                  | 27,91%                                                           | 27,91%                                                           |
| Negros                                                           | Negros                                                           |                                                                  | 13,21%                                                           | 13,21%                                                           |
| Amarelos                                                         | Amarelos                                                         |                                                                  | 0,11%                                                            | 0,11%                                                            |
| Indígenas                                                        | Indígenas                                                        |                                                                  | 0,06%                                                            | 0,06%                                                            |

A historiografia majoritária descreve que os principais povos envolvidos na formação étnica/cultural de Petrópolis foram os alemães, portugueses (principalmente da região dos Açores), afro-brasileiros, italianos, franceses, ingleses e libaneses.

### Classificações urbanas
Apesar de o município de Petrópolis ter sido oficialmente incorporado à Região Metropolitana do Rio de Janeiro, ele não integra, na prática, a aglomeração metropolitana do Rio, dado que nunca passou pelo processo de metropolização originado na capital e, por efeito, não faz parte da periferia da metrópole carioca (mesmo estando no seu entorno) — o que é evidenciado, por exemplo, pelo fato de Petrópolis não ter a sua área urbana como um resultado da expansão da mancha urbana da metrópole por algum dos seus eixos (vetores de crescimento urbano), pela baixa intensidade dos movimentos pendulares diários entre Petrópolis e a área metropolitana, e pela ausência de linhas urbanas de ônibus ou de qualquer outro meio de transporte público coletivo partindo do município com destino ao núcleo da metrópole. Em vez disso, Petrópolis é o núcleo da sua região, exercendo o papel de polo atrativo do movimento pendular para a população de alguns municípios próximos, especialmente Areal.
Segundo o Instituto Brasileiro de Geografia e Estatística (IBGE), Petrópolis é a sede da Região Geográfica Intermediária de Petrópolis, uma das 5 divisões regionais do estado do Rio de Janeiro, que abriga cerca de 1 milhão de habitantes.

## Governo e política
Seguindo o padrão brasileiro, Petrópolis tem a maior representação do poder executivo exercida pelo prefeito, posição atualmente ocupada por Hingo Hammes, do Progressistas (PP). A sede do executivo municipal é o Palácio Sérgio Fadel, localizado na Avenida Koeler, no Centro Histórico. A sede do poder legislativo, é o Palácio Amarelo, onde se situa a Câmara de Vereadores. Atualmente, a cidade possui 15 vereadores. Nas últimas eleições, o mais votado foi Júnior Coruja do Partido Social Democrático (PSD).

### Cidades-irmãs
- Blumenau, Santa Catarina (lei 3 764/1990) [44]
- Orleans, Santa Catarina (lei 6 006/2003) [45]

### Subdivisões

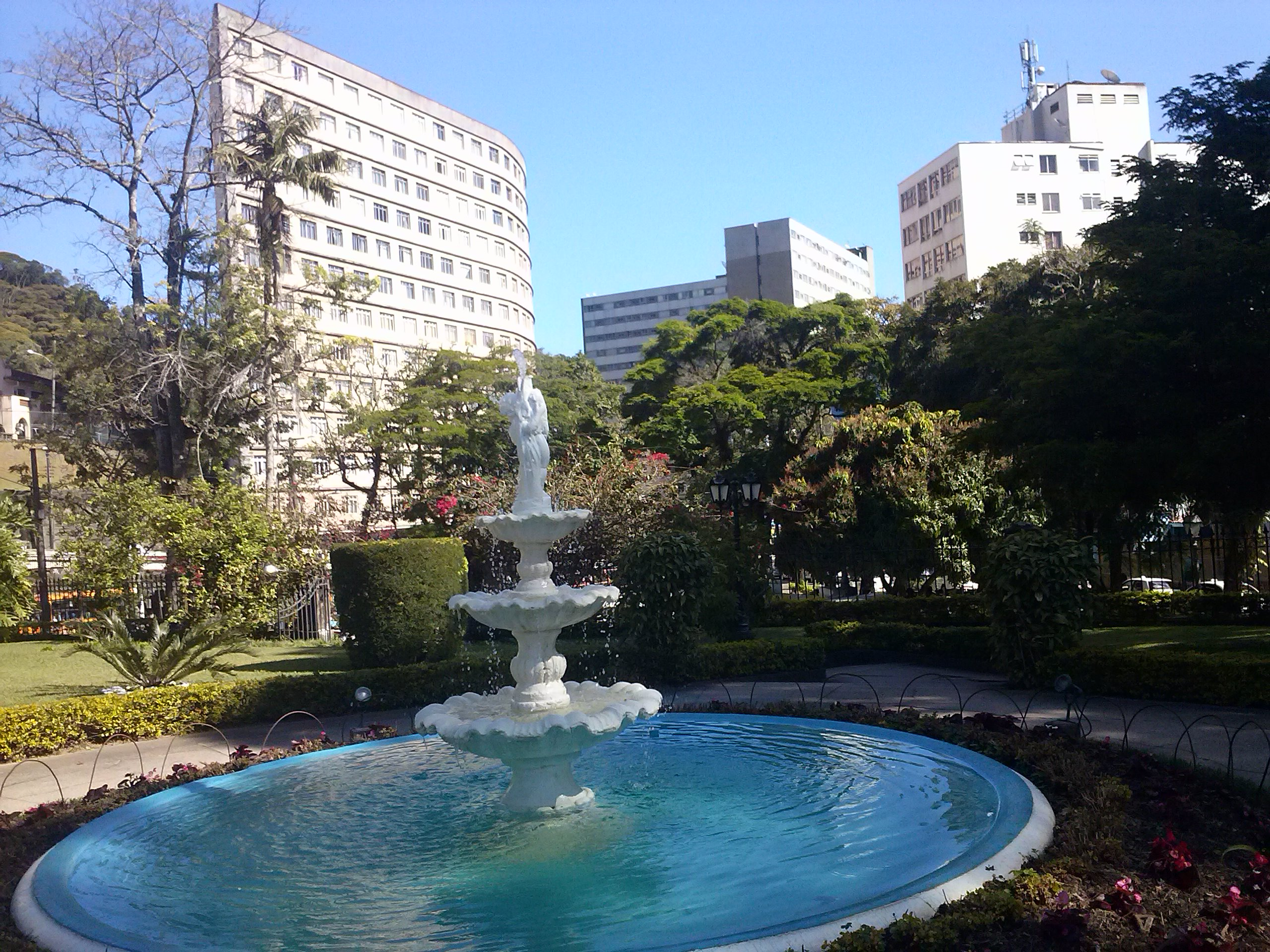
Centro de cidade, visto da Universidade Católica de Petrópolis.

Petrópolis está dividida em cinco distritos, que se subdividem em bairros menores. Estes distritos se subdividem em bairros e/ou localidades urbanas e rurais.
Petrópolis
- Centro
- Zona norte: Quissamã, Retiro, Jardim Salvador, Itamarati (parte), Atílio Marotti, Quarteirão Brasileiro, entre outros.
- Zona sul: Valparaíso, Quitandinha, Duques, Taquara, Parque São Vicente, Coronel Veiga, Castelânea, Siméria, Duas Pontes, Ponte Fones, Quarteirão Suíço, Quarteirão Italiano, Independência, São Sebastião, Saldanha Marinho, Alto Independência, Mauá, entres outros.
- Zona oeste: Bingen, Mosela, Duarte da Silveira, Capela, Castrioto, Pedras Brancas, Vila Militar, Rocío, Battailard, Moinho Preto, Fazenda Inglesa, Quarteirão Ingelheim, Quarteirão Nassau, entre outros.
- Zona leste: Morin, Alto da Serra, 24 de Maio, Vila Felipe, Vila Real, Campinho, Chácara Flora, Sargento Boening, Oswero Vilaça, Meio da Serra, entre outros.

Distritos
- Cascatinha - Araras, Vale das Videiras, Bonsucesso, Carangola, Vila Manzini, Castelo São Manoel, Corrêas, Bairro da Glória, Itamarati, Estrada da Saudade, Nogueira, Samambaia, Jardim Salvador, Roseiral, Alcobacinha e Humberto Rovigatti;
- Itaipava - Madame Machado, Mangalarga, Vila Rica, Jardim Americano, Vale do Cuiabá, Benfica, Laginha, Gentio, Catubira, Ribeirão, Castelo, Reta, Sumidouro, Santa Mônica, Arranha-Céu, Parque Santa Maria, Parque dos Eucaliptos, Estrada das Arcas e centro de Itaipava;
- Pedro do Rio - Secretário, Fagundes, Taquaril, Barra Mansa, entre outros;
- Posse - Brejal, Rio Bonito, Tremedeira, Granjas Raposo, Nossa Senhora de Fátima, Jacuba, Ingá, Noêmia Alves Rattes, Xingu, Taquaril, Salão Azul, Contrões, Córrego Grande, Córrego Sujo, Granja Cláudia, Nilton Vieira, Morro da Formiga, Santo Antônio e Boa Vista.

## Economia

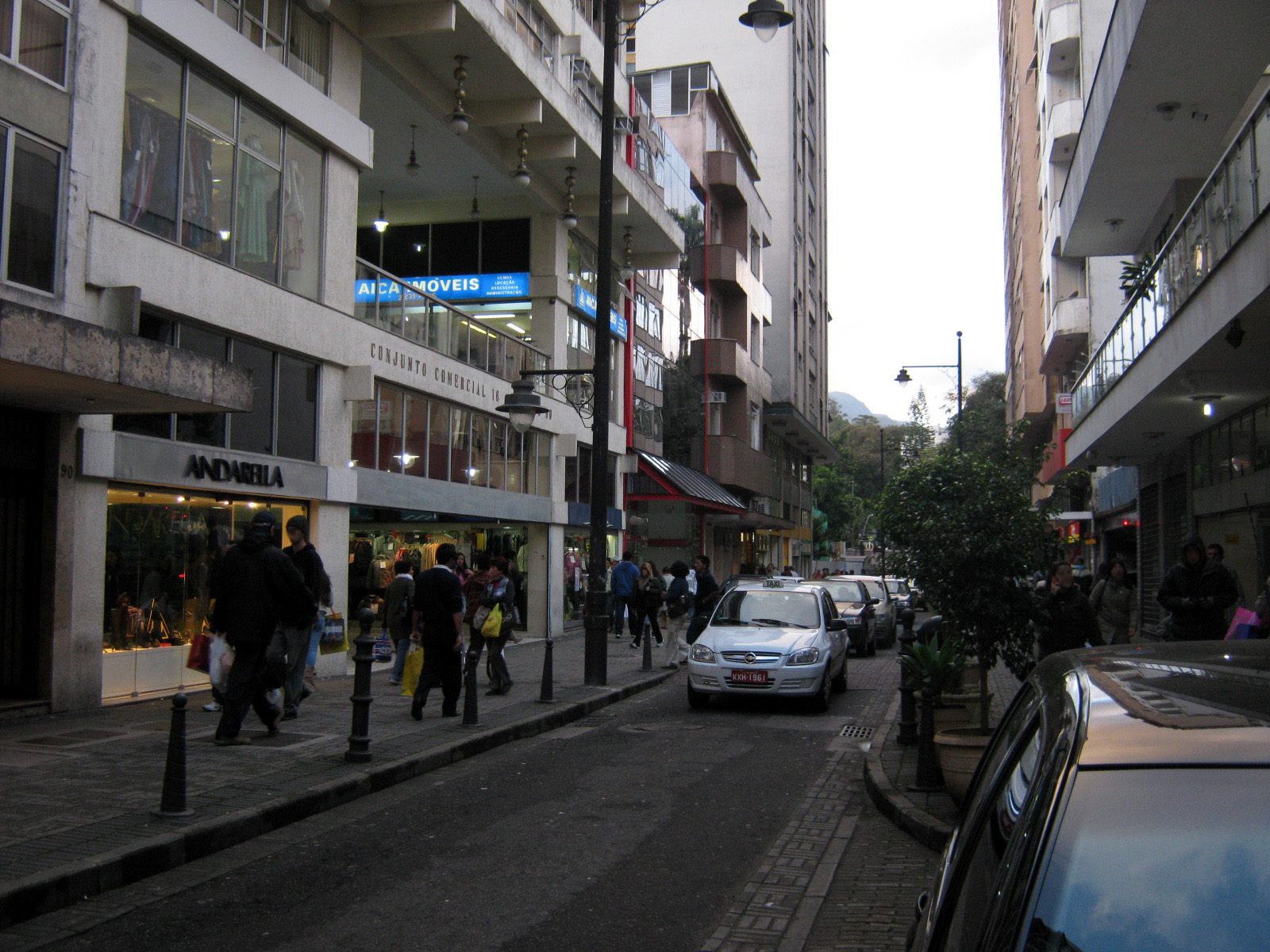
Rua 16 de Março.

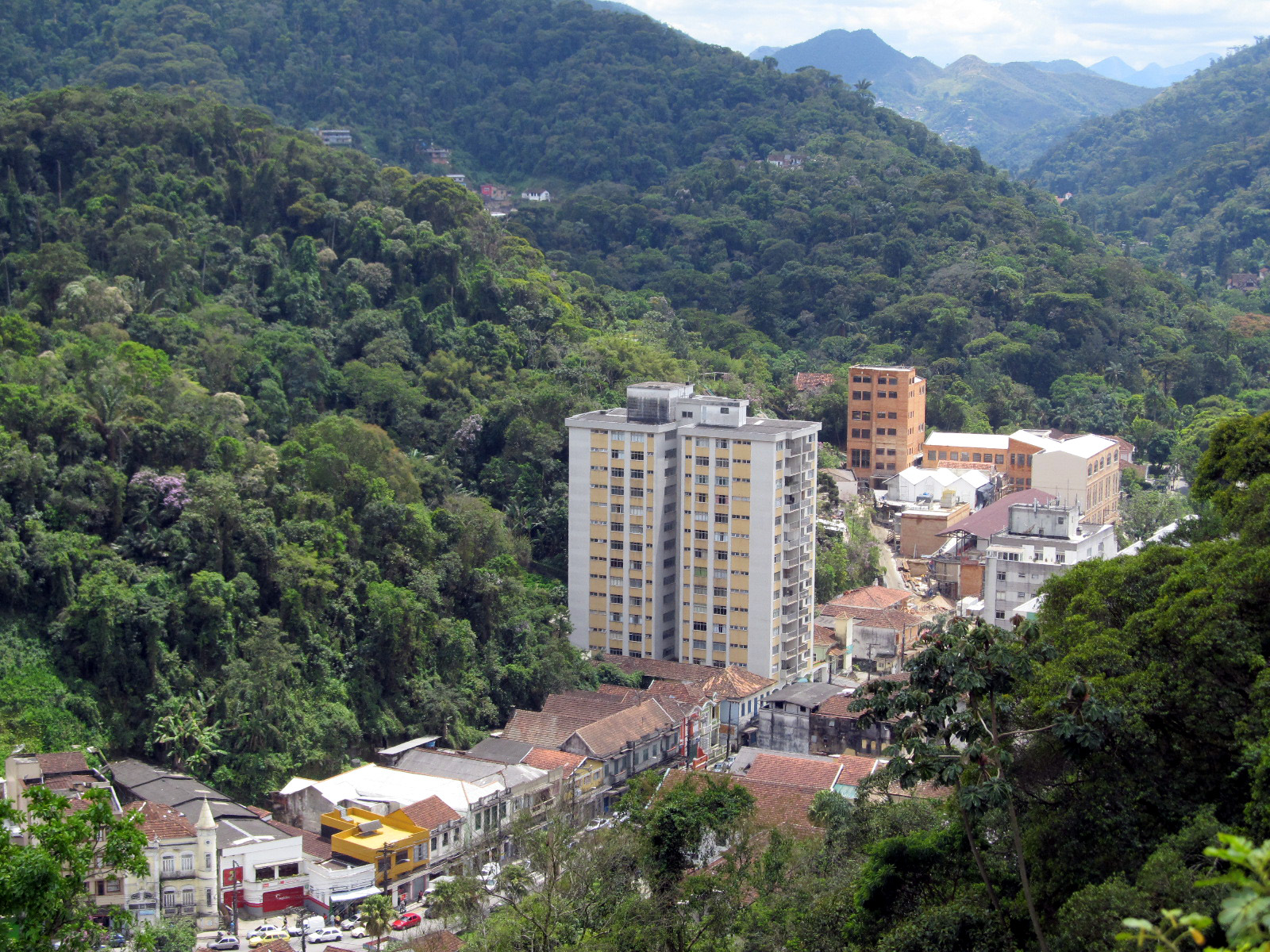
Rua Montecaseros.

A economia de Petrópolis é baseada no turismo histórico e cultural, e nos setores secundário e terciário. Merece destaque o comércio de roupas e a fabricação de cerveja e chocolate, sobretudo nos polos da Rua Teresa e Itaipava, que atraem compradores atacadistas e varejistas de todo o país.
Petrópolis é a cidade sede de inúmeras cervejarias do Brasil e é o segundo maior polo cervejeiro do país. É onde estão instaladas as sedes do Grupo Petrópolis, da Cervejaria Cidade Imperial e da Cervejaria Bohemia. A cidade ainda possui fábricas da Heineken Brasil (subsidiária do grupo holandês Heineken International), e da AmBev, a maior empresa de bebidas do país. Em 2017, o legislativo municipal aprovou uma lei de incentivo fiscal para microcervejarias e Brewpubs (restaurantes que fabricam a cerveja no mesmo local que ela é vendida). Segundo a Associação das Cervejarias Artesanais de Petrópolis (ACAP), a cidade emprega cerca de 1,5 mil pessoas com esse tipo de venda (o que não inclui os empregados de mega cervejarias). A cidade atualmente possui 21 produtoras de cerveja. A vocação cervejeira do município o levou a ser reconhecido como a Capital Estadual da Cerveja, através da Lei 7 650, sancionada no dia 14 de julho de 2017.
Outras empresas também possuem sede na cidade, como a rede Mundo Verde (varejista brasileira de produtos naturais) e a fabricante de chocolates Katz. Atualmente desenvolve-se o projeto Distrito Industrial da Posse, que visa ao incentivo às indústrias no 5º distrito da cidade. Petrópolis possui o 9º maior PIB do estado do Rio de Janeiro, sendo a maior economia da região, e em âmbito nacional, superior a seis capitais de estado, tais como Aracaju, Palmas e Macapá.
A economia da cidade ainda é maior que estados inteiros da federação, como Roraima e Acre.

### Turismo
A alta temporada do turismo em Petrópolis se inicia em junho, com a realização da Bauernfest e o início do inverno, que atrai turistas para a cidade pelo clima tipicamente frio. Em 2014, algumas atrações registraram alta de mais de 30% em relação ao mesmo período de 2013, devido à Copa do Mundo FIFA Brasil 2014.
É a cidade da Região Serrana Fluminense que recebe mais turistas por ano. Petrópolis também foi a não capital que mais progrediu no Índice de Competitividade do Turismo Nacional em 2014, elaborado pelo Ministério do Turismo. Segundo os elaboradores, a cidade está entre as 15 mais bem colocadas do Brasil no ranking geral de competitividade no turismo.
Em 2022, a cidade receberá uma das etapas da Copa do Mundo de Mountain Bike entre os dias 8 e 10 de abril, marcando o retorno da competição ao Brasil após 17 anos.

## Infraestrutura

### Educação

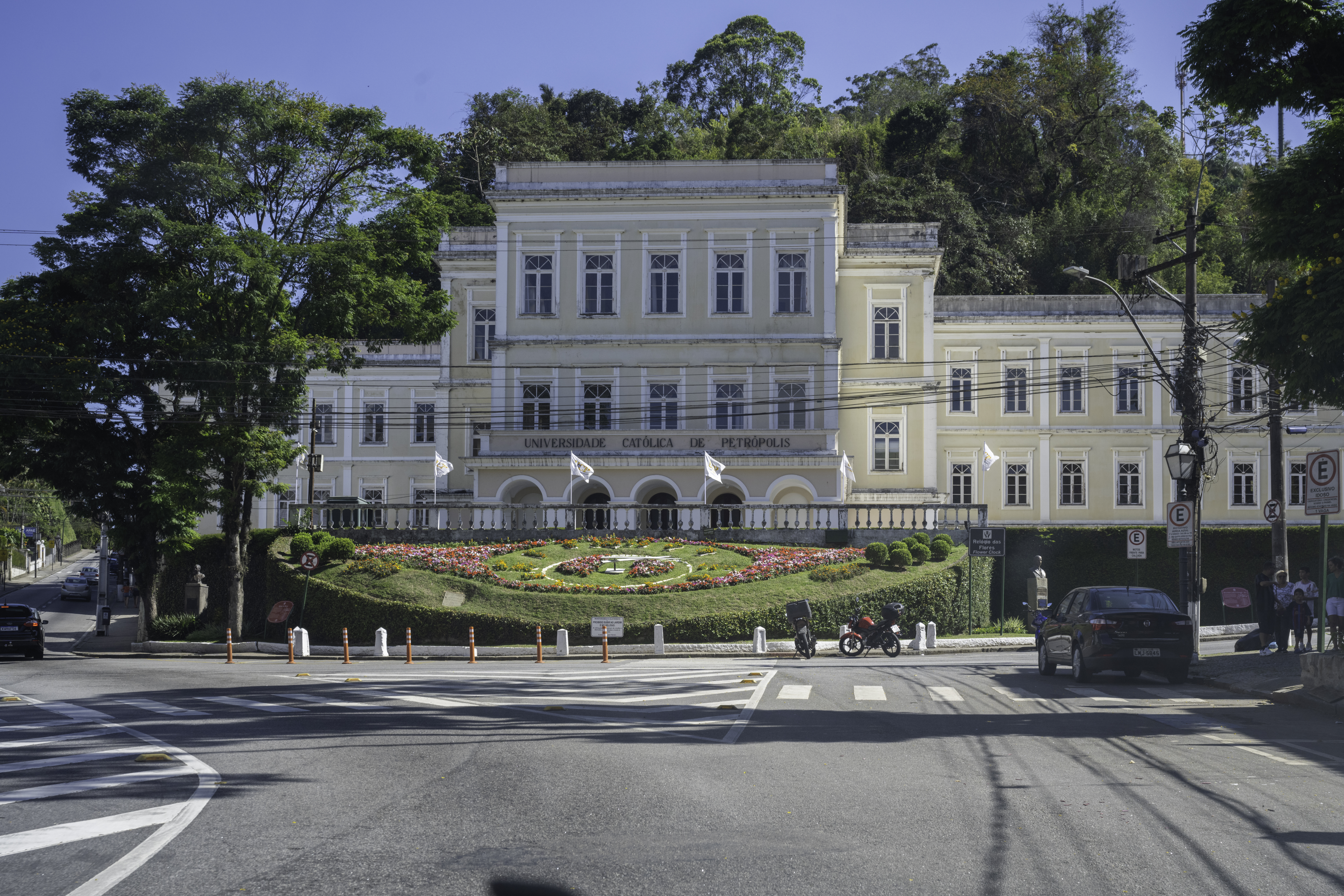
Universidade Católica de Petrópolis (UCP).

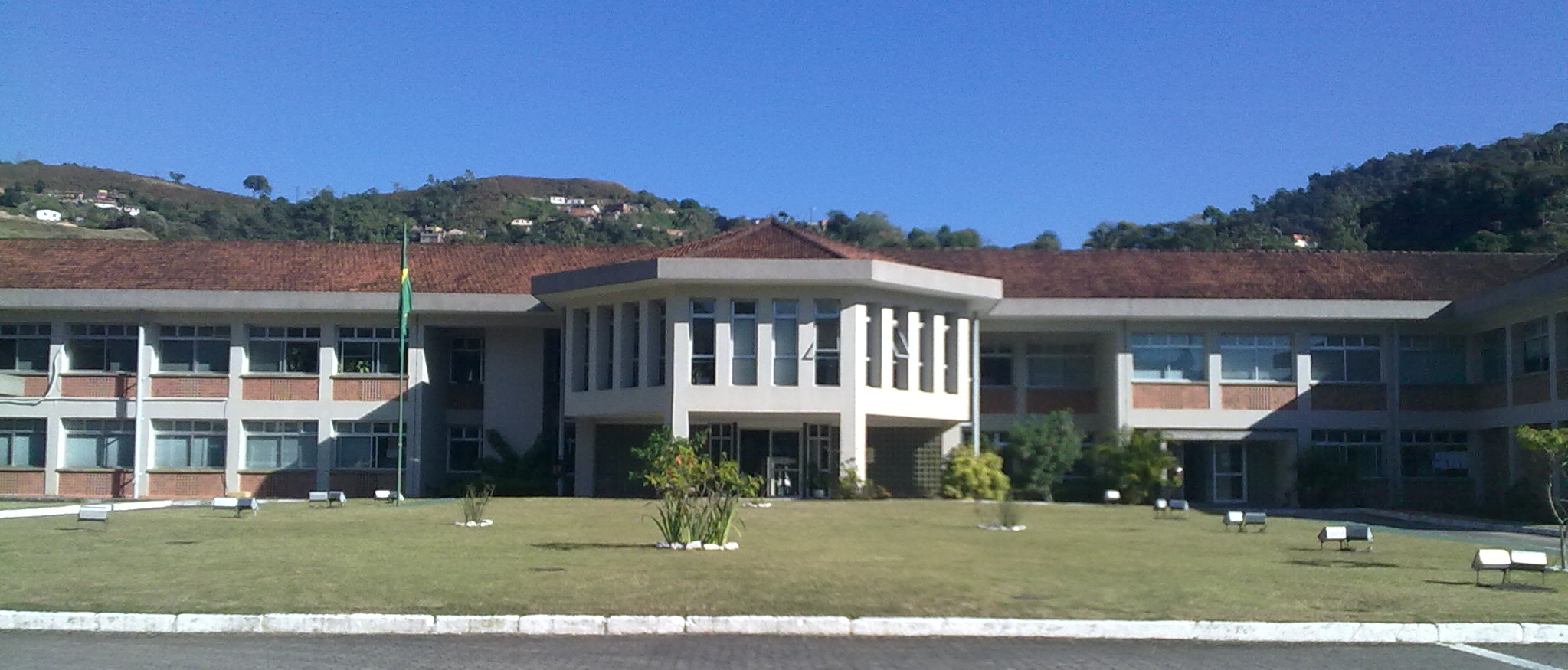
Laboratório Nacional de Computação Científica (LNCC).

A maior universidade da cidade é a Universidade Católica de Petrópolis (UCP), que atualmente oferece 28 cursos de graduação, além de cursos pós-graduação, mestrado e doutorado. Na cidade, ainda existem duas universidades públicas, a Universidade do Estado do Rio de Janeiro (UERJ) e a Universidade Federal Fluminense (UFF), que oferecem respectivamente os cursos de Arquitetura e Engenharia de Produção. Há também na cidade uma unidade do Centro Federal de Educação Tecnológica Celso Suckow da Fonseca (CEFET-RJ), com os cursos de Licenciatura em Física, Bacharelado em Turismo e Engenharia da Computação.
Além destas, a cidade conta com a Faculdade de Medicina de Petrópolis (FMP), a Faculdade Arthur Sá Earp Neto (UNIFASE), o Instituto Teológico Franciscano (ITF), a Universidade Estácio de Sá, a Universidade Norte do Paraná (UNOPAR), a Faculdade de Educação Tecnológica do Estado do Rio de Janeiro (Faculdade Estadual do Rio de Janeiro), que oferece os cursos de Tecnologia da Informação e Comunicação, entre outros.
O município também possui um dos polos de ensino do Centro de Ensino à Distância do Estado do Rio de Janeiro, um consórcio formado pelas instituições públicas de ensino superior do estado do Rio de Janeiro. Este consórcio disponibiliza cursos de graduação gratuitos em Pedagogia, Matemática, Biologia e Segurança Pública. O Laboratório Nacional de Computação Científica (LNCC) oferece cursos de mestrado e doutorado, gratuitos, nas áreas de Computação, Matemática, Biologia, Física e Engenharia.
Segundo o IBGE, 97,05% da população de Petrópolis é alfabetizada, índice superior à taxa de países como Portugal e Chile e próximo à taxa de países como Coreia do Sul e Israel. A média nacional é de 93%. No campo da educação básica, a rede municipal de ensino atingiu a meta do Índice de Desenvolvimento da Educação Básica para 2011 e teve sua nota acima das médias do estado e do país.

### Transportes

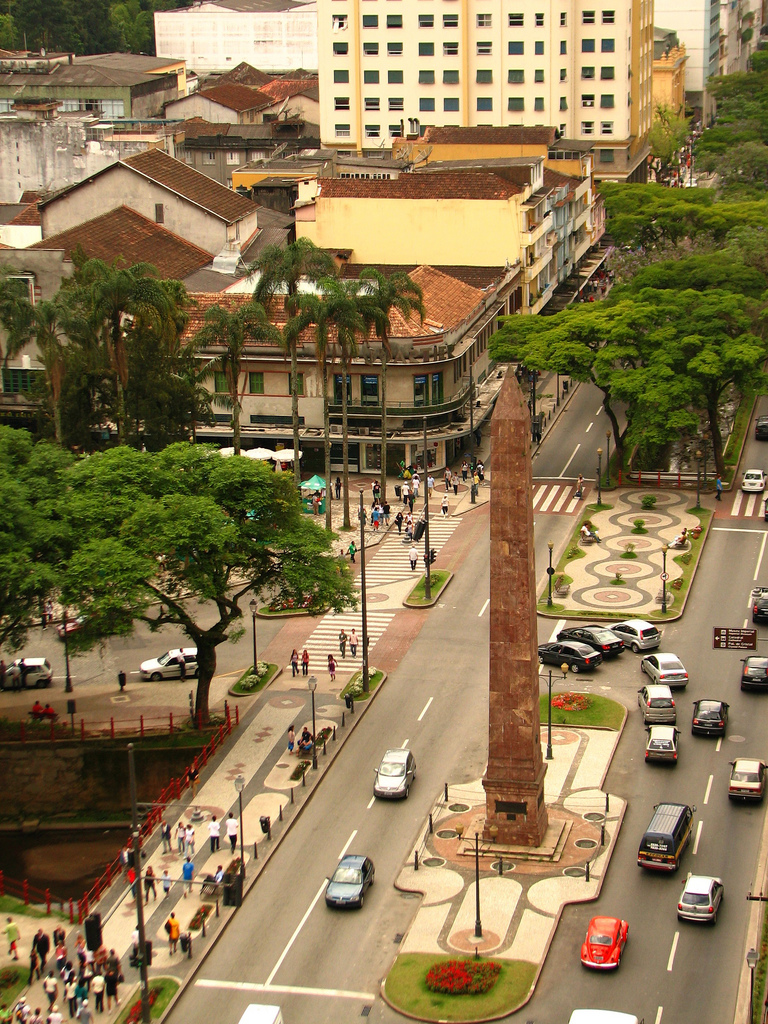
Vista do Obelisco de Petrópolis na avenida do centro de Petrópolis.

Segundo o censo do IBGE, no ano de 2014 a frota total de Petrópolis contava com 142 576 veículos, aproximadamente 1 veículo para 2,1 habitantes.
Destes eram: 96 384 automóveis; 21 113 motocicletas; 8 048 caminhonetes; 6 753 caminhonetas; 3 092 caminhões; 2 769 motonetas; 1 289 utilitários; 926 ônibus; 680 micro-ônibus; 290 caminhões-trator; e 1 232 outros tipos de veículos. O transporte público na cidade é feito por várias empresas, sendo a maior delas, a Petro Ita.
A cidade conta com três terminais urbanos: Imperatriz Leopoldina (no Centro), Corrêas e Itaipava (nos bairros homônimos), onde são operadas linhas municipais de ônibus (urbanas e rurais). O Terminal Rodoviário do Bingen, por sua vez, oferece viagens por meio de linhas intermunicipais e interestaduais operadas por várias empresas, dentre elas, a Transportes Única Petrópolis.
Como a cidade fica fora do Grande Rio de Janeiro, distante do Centro do Rio, muitos moradores de Petropolis perdem muito tempo no deslocamento para a capital para trabalhar, pois dependem de um transporte rodoviario caro e insuficiente, muitas vezes tendo que descer ao Grande Rio para usar trens de suburbio em mau estado que cortam a Baixada Fluminense para ir e voltar do Rio diariamente.
O município é servido pelas rodovias BR-040 (Rodovia Washington Luís), RJ-107 (Estrada Velha da Serra da Estrela), BR-495 (Estrada das Hortências), RJ-117, BR-492 e pela Estrada União e Indústria.
Petrópolis também foi atendida por transporte ferroviário entre os anos de 1883 e 1964, pela Linha do Norte da Estrada de Ferro Leopoldina (antiga Estrada de Ferro Príncipe do Grão-Pará), que foi uma de suas principais ligações com a capital fluminense e com o estado de Minas Gerais. Os trens vindos do Rio, seguiam pela Serra da Estrela em direção a Petrópolis com o auxílio de cremalheiras, por conta da alta inclinação dos trechos de subida e descida.
Após a desativação local da ferrovia e por exigência de um decreto federal, os trilhos foram retirados da cidade na década de 1960. Nesse período, o prédio da Antiga Estação Ferroviária de Petrópolis, localizado no Centro do município, viria a se tornar o atual Terminal Rodoviário Imperatriz Leopoldina.

### Mídia
A principal emissora de televisão a transmitir notícias relacionadas à cidade é a InterTV Serra+Mar, além de outras emissoras locais como o SBT Interior Rio (sediado em Nova Friburgo) e a Band Interior Rio (sediada em Barra Mansa), que apresentam notícias da região serrana fluminense, principalmente relacionadas a Petrópolis e Nova Friburgo. A cidade também possui redes de televisão locais com certa influência: Rede Petrópolis de Televisão, TV Vila Imperial e TV Cidade de Petrópolis, com sedes situadas no centro.

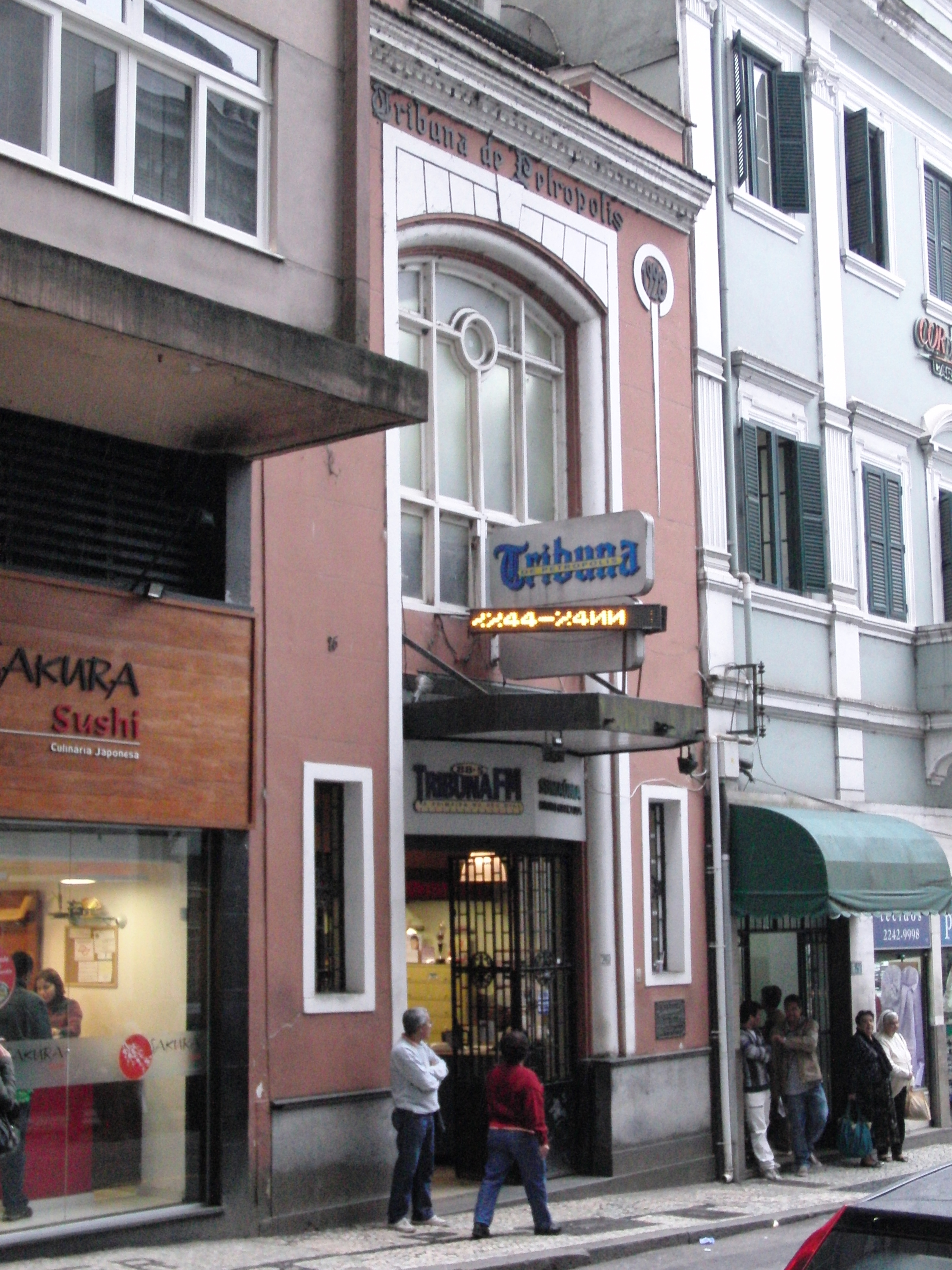
Sede da Tribuna de Petrópolis.

O principal jornal escrito da cidade é a Tribuna de Petrópolis, um dos mais antigos do país, criado em 1909, publicado de terça a domingo, cuja sede se situa no centro. Também merece destaque o jornal Diário de Petrópolis, publicado diariamente, de grande influência na cidade.
As principais e mais escutadas estações de rádio com sede em Petrópolis são a Rádio Tribuna FM (88.5 MHz), Rádio UCP (106.3 MHz), Rádio Supernova FM (98.7 MHz) e Rádio Imperial (1 550 AM). Além destas também são muito escutadas rádios com sede na cidade do Rio de Janeiro, como a Rádio Mix FM Rio, na qual já existiu um domínio exclusivo da Rádio MIX em Petrópolis, que posteriormente foi comprado pela Rádio UCP.
Nos últimos anos, a internet tem se mostrado um dos principais meios de comunicação para notícias. Em Petrópolis, os principais veículos são o G1 da Região Serrana, o portal on-line da Tribuna de Petrópolis e do Diário de Petrópolis, além do site Acontece em Petrópolis, o portal com transmissão ao vivo da TVC 16 (TV Cidade de Petrópolis) e o portal on-line da RPT (Rede Petrópolis de Televisão).

### Segurança
Petrópolis é a cidade mais segura do estado do Rio de Janeiro e a sexta mais segura do Brasil, segundo o ranking do IPEA para as cidades de médio e grande porte.

## Cultura

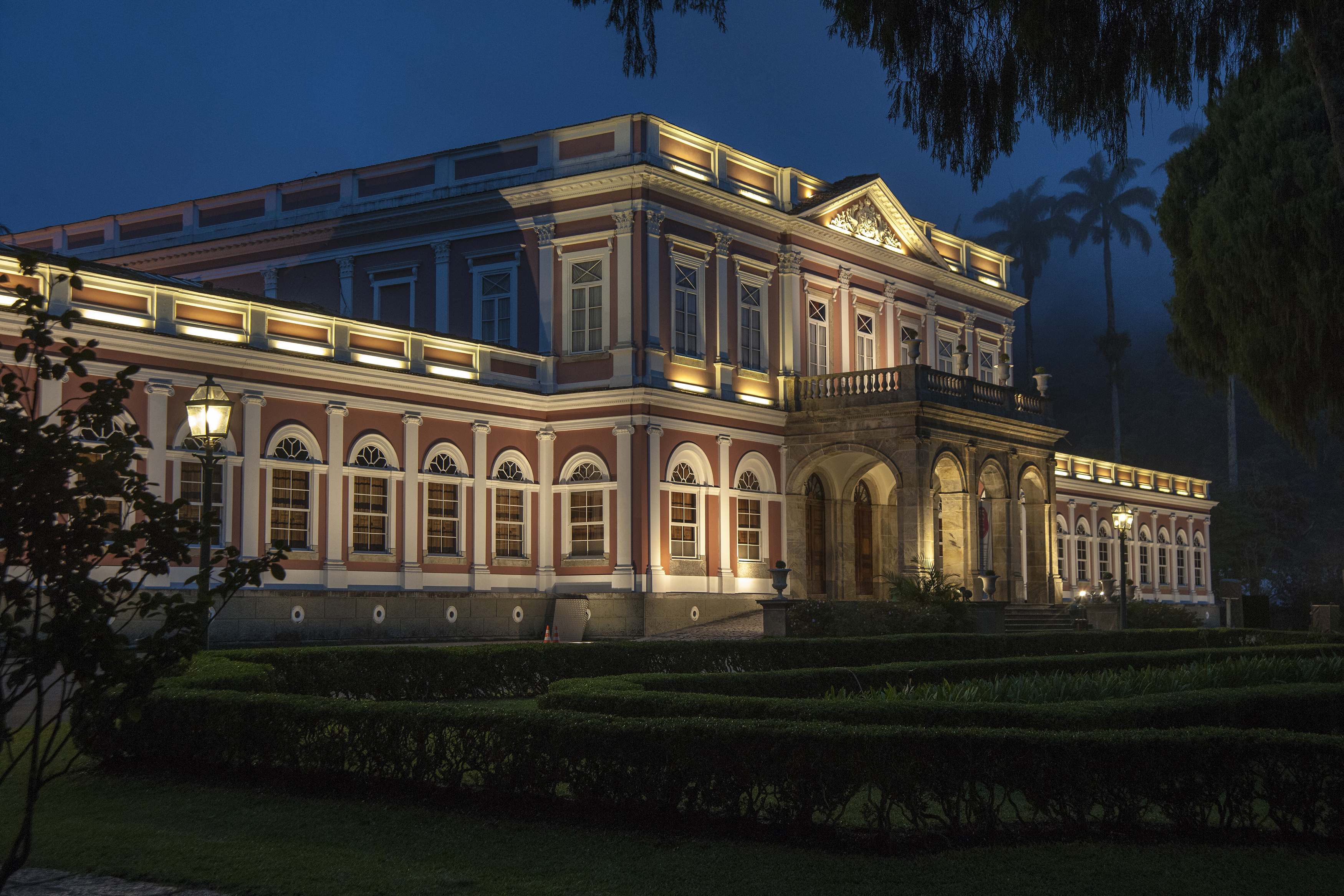
Museu Imperial.

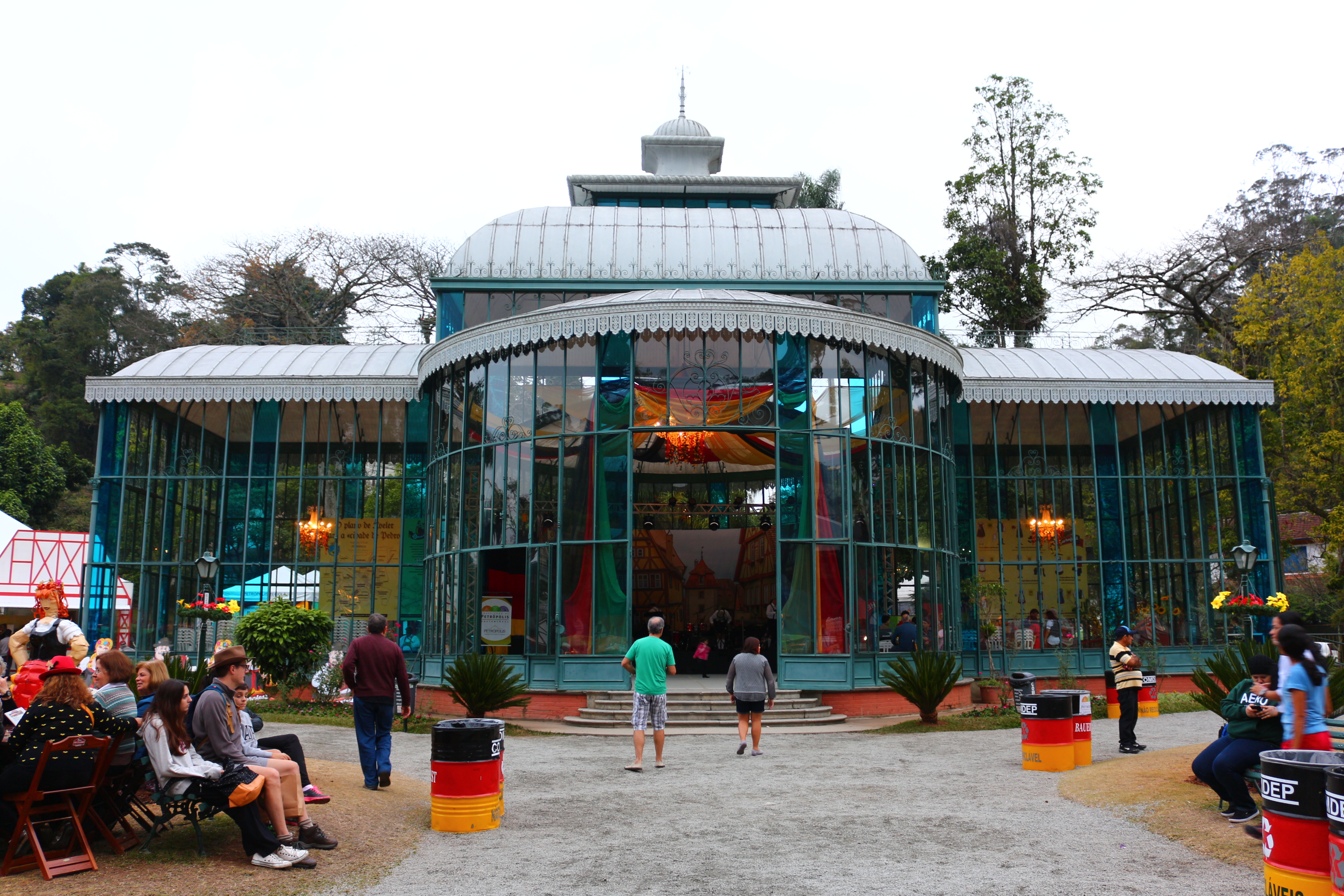
Palácio de Cristal.

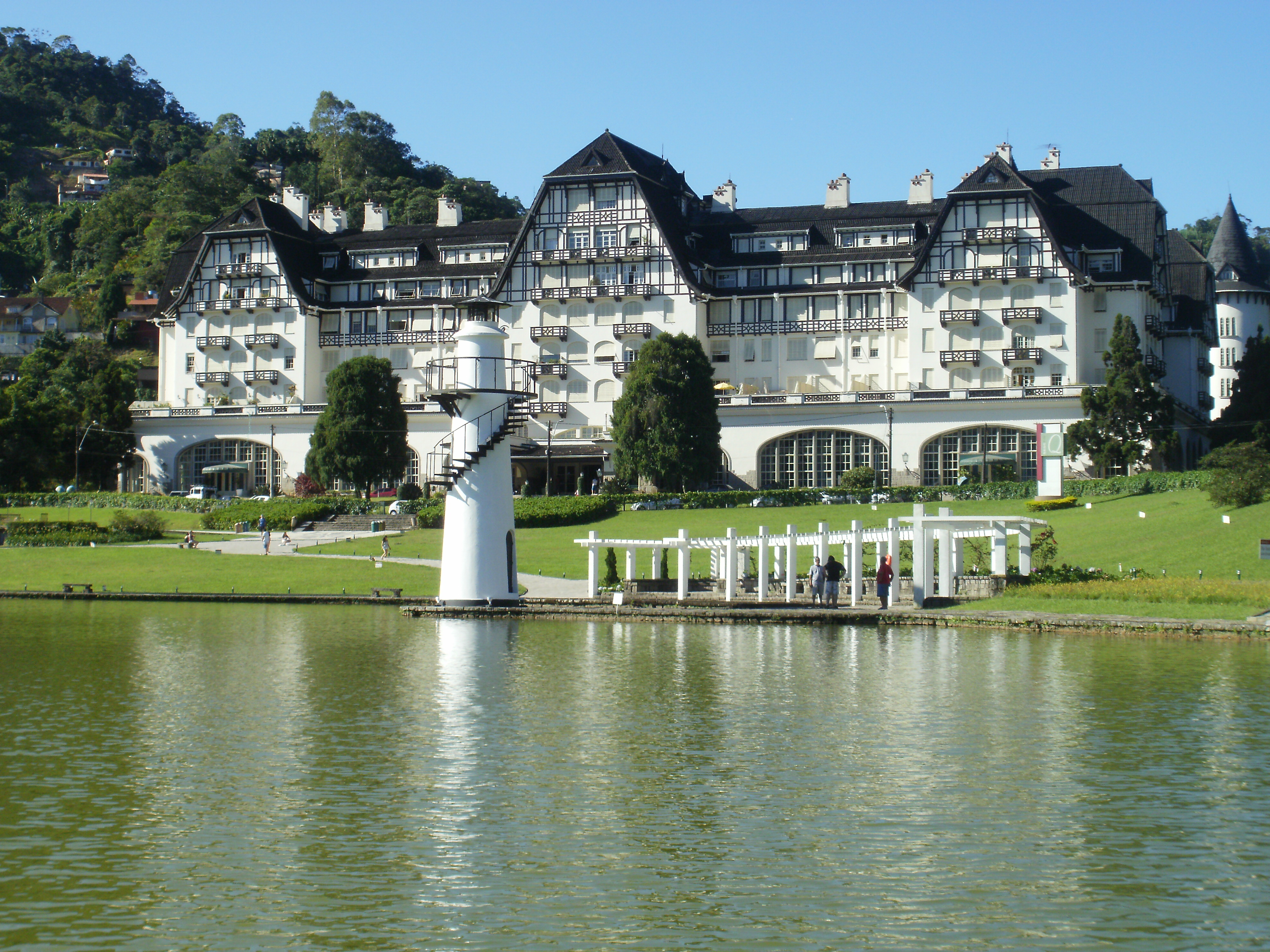
Palácio Quitandinha.

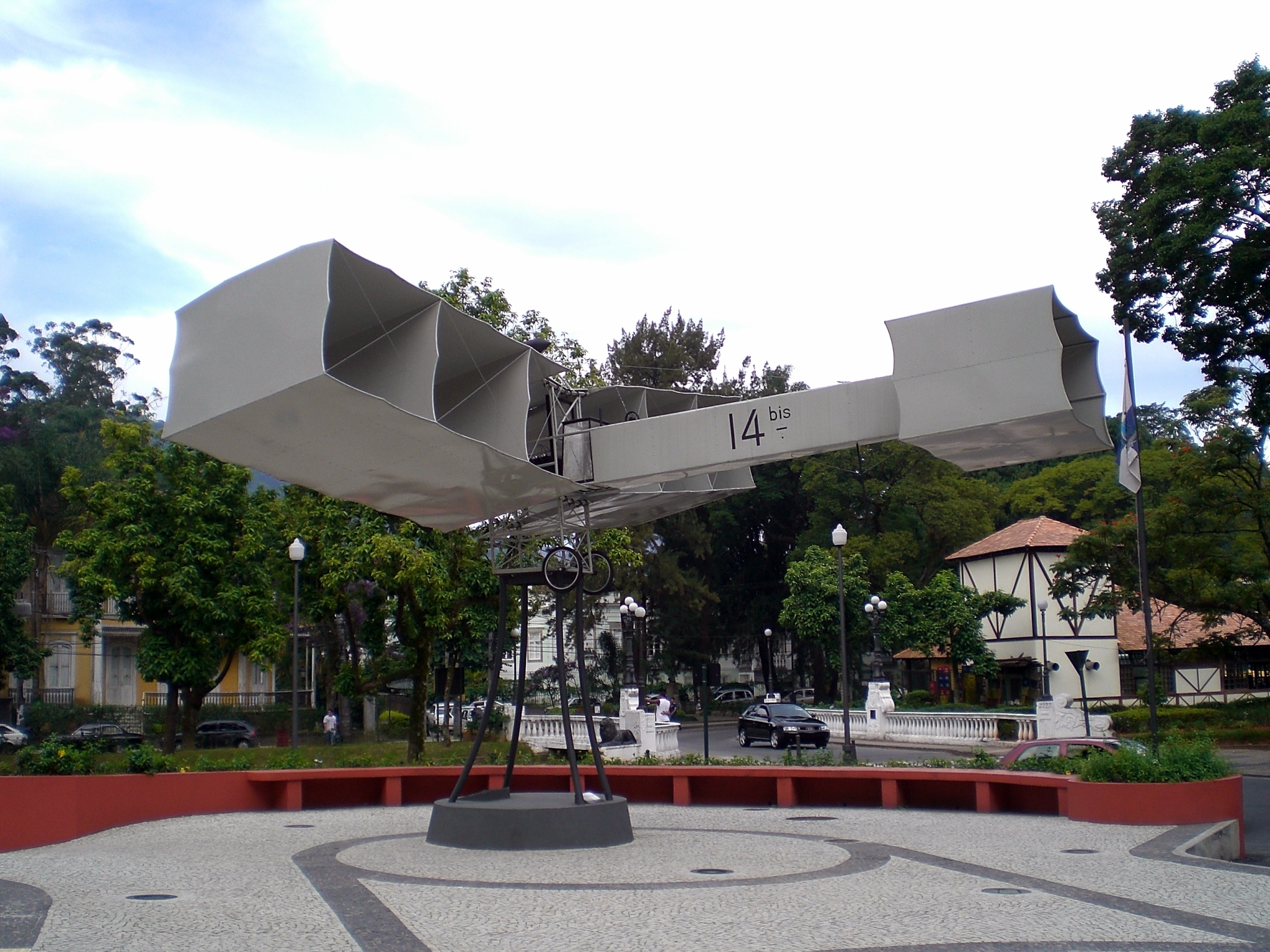
Monumento réplica do 14-bis, conhecido por ser o primeiro objeto mais pesado que ar a projetar-se do solo por impulsos próprios. Santos Dumont viveu na cidade durante o período da Grande Depressão, projetando sua casa no centro. Hoje, ela é conhecida como A Encantada.

A cultura de Petrópolis está diretamente ligada ao período imperial do Brasil. Sendo titulada como Cidade Imperial (por Decreto Presidencial nº 85 849, de 27 de março de 1981), a cidade possui um grande acervo de teatros, museus e palácios que remetem ao período. Além disso, grande parte da cultura da cidade foi influenciada pelas imigrações que participaram da formação da identidade de Petrópolis, onde se destacam os grupos alemães, portugueses, sírios, libaneses e italianos. Ainda hoje a cidade possui o segundo maior festival de cultura alemã do Brasil, a Bauernfest, perdendo somente para a Oktoberfest no sul do país. Além disso, ainda ocorrem anualmente festivais que remetem à cultura de outros povos, como o Serra Serata, em homenagem à imigração italiana, e o Bunka-Sai, uma celebração da cultura japonesa. A Fundação de Cultura promove todo ano (desde 2009) o Prêmio Maestro Guerra-Peixe de Cultura, que homenageia os artistas e agentes culturais que mais se destacaram durante o ano; o patrono  César Guerra-Peixe foi um ilustre compositor petropolitano. Também é na cidade de Petrópolis que acontece um dos maiores festivais de dança do país, o Concurso Nacional de Dança de Petrópolis, sempre no mês de setembro.

### Patrimônio arquitetônico
A cidade possui um conjunto arquitetônico sem igual, como o Palácio Quitandinha, a Academia Petropolitana de Letras, o Museu Casa de Santos Dumont, o Museu Imperial de Petrópolis, o Teatro D. Pedro, o Museu Casa do Colono e a Catedral de São Pedro de Alcântara. O palácio é a principal construção do chamado "centro histórico", onde se destaca a Avenida Koeler, ladeada por casarões e palacetes do século XIX. A via é perpendicular à fachada da Catedral de São Pedro de Alcântara e, no outro sentido, à Praça da Liberdade e à fachada da Universidade Católica — constituindo-se em um dos mais belos cenários da cidade.
No chamado "centro histórico", encontram-se, também, construções como a "Encantada" (casa de verão de Santos Dumont); o Palácio de Cristal; o Palácio Amarelo (Câmara de Vereadores); o Palácio Rio Negro, fronteiriço à sede da prefeitura (Palácio Sérgio Fadel) e construções curiosas, como o "castelinho" do autodenominado "Duque de Belfort", na esquina da Koeler com a Praça da Liberdade, ou ainda a antiga casa da família Rocha Miranda, na Avenida Ipiranga — mesmo endereço de outra residência da mesma família, em estilo sessentista. Linhas modernas também estão presentes na casa de Lúcio Costa, no bairro de Samambaia.

### Teatros
Petrópolis conta com alguns teatros. O Teatro D. Pedro, criado em estilo art déco e inaugurado em 1933 pela empresa D'Ângelo & Cia, é um dos maiores do estado. O local foi criado com estilos diferentes, com referências mitológicas e futuristas, fazendo com que o teatro seja considerado de estilo eclético, e se tornando uma referência cultural e artística para Petrópolis. A cidade também possui o Teatro Santa Cecília, construído em 1955, localizado na Rua Aureliano Coutinho no centro da cidade. O teatro Afonso Arinos, localizado no Centro de Cultura Raul de Leoni; o teatro da FASE, localizado na Avenida Rio Branco; o Teatro Mariano, pertencente à congregação Mariana e o auditório da Concha Acústica do Museu Imperial, localizado no próprio museu. Há também o Teatro Mecanizado do Quitandinha, com capacidade para 1 600 pessoas, situado no Hotel Quitandinha e que atualmente pertence ao SESC.[carece de fontes?]

### Museus
Petrópolis tem grande tradição como cidade imperial. Por isso, hoje possui um dos museus de história mais importantes do Brasil, o Museu Imperial. Construído entre 1845 e 1862, como Palácio de Dom Pedro II, possui acervo constituído por peças ligadas à monarquia brasileira, incluindo mobiliário, documentos, obras de arte e objetos pessoais de integrantes da família real. O Palácio virou museu em 1943 por decreto do então presidente Getúlio Vargas. Além dele a cidade possui o Museu de Cera de Petrópolis, Museu Casa Santos Dumont, Museu Casa do Colono, Casa da Princesa Isabel e Palácio Rio Negro, todos localizados no centro da cidade.
Com mais de 321 mil visitantes, o Museu Imperial, em Petrópolis, foi o museu mais visitado do Brasil em 2016, segundo dados do Instituto Brasileiro de Museus (Ibram), do Ministério da Cultura.

### Esportes

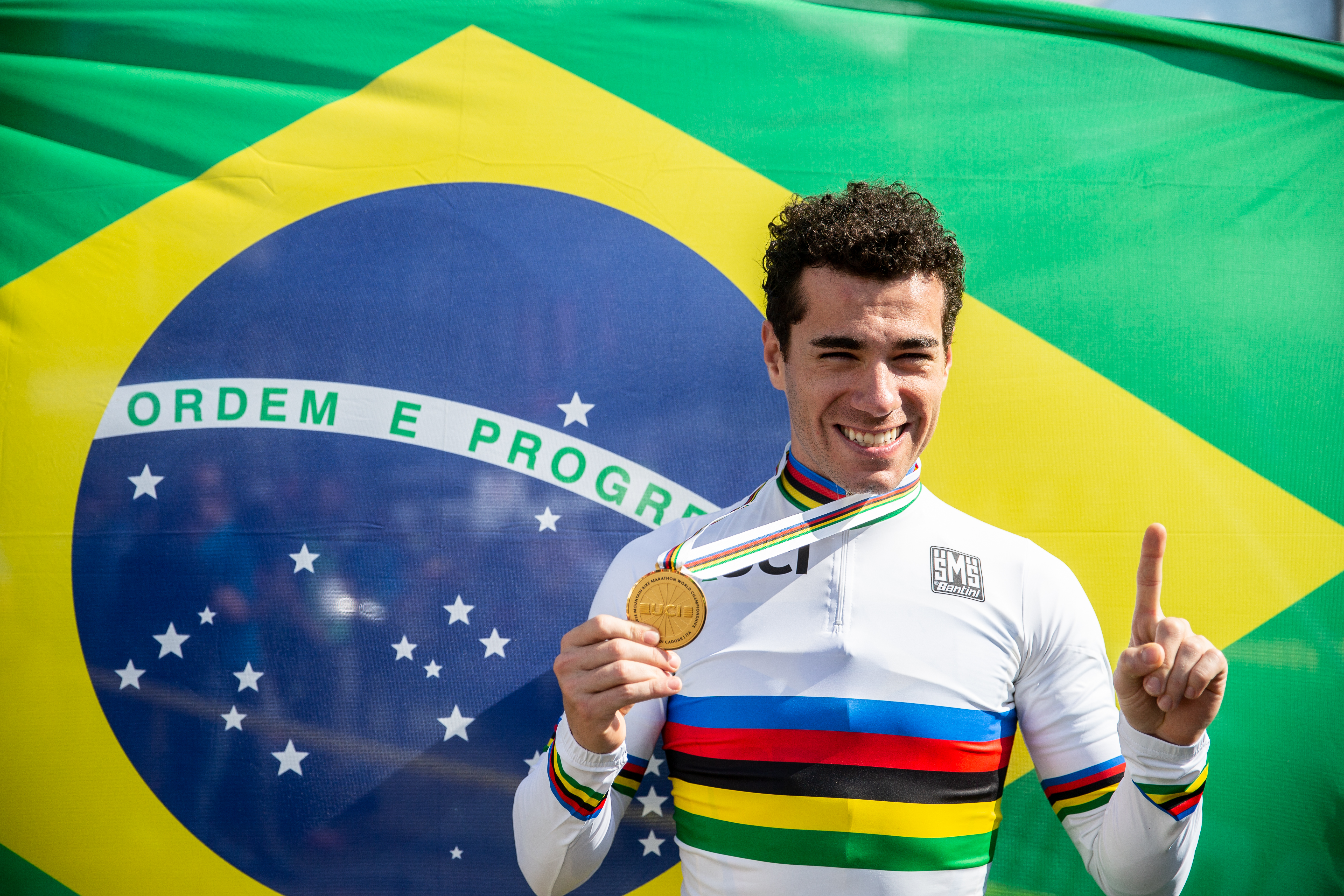
Henrique Avancini recebendo o título de Campeão Mundial de Mountain Bike (XCM) em 2018.

Petrópolis é reconhecida como um dos maiores polos de Mountain Bike no mundo. Em 2022, a cidade sediou uma das etapas da Copa do Mundo de Mountain Bike da União Ciclística Internacional (UCI), após 17 anos em que a competição não era sediada em solo brasileiro, resultado de anos de prática e valorização do esporte no município. Em 2023, a cidade recebeu o Desafio dos Gigantes, competição internacional que serviu ao somatório de pontos para os atletas que pretendiam se classificar para a disciplina do Mountain Bike nos Jogos Olímpicos.
Ainda no ciclismo, o petropolitano Henrique Avancini foi o primeiro brasileiro na história a assumir a liderança do Ranking Mundial de Mountain Bike, sendo responsável por colocar o país na cena do esporte. Avancini também é bicampeão de Mountain Bike Maratona (XCM), tendo conquistado o feito em 2018 e em 2023, após o qual anunciou sua aposentadoria como atleta profissional de alto rendimento aos 34 anos. Ele representou o Brasil nas Jogos Olímpicos de Verão, em Tóquio.
Também nos Jogos Olímpicos de Verão, em Tóquio, o petropolitano Gustavo Leal fez parte da equipe técnica da Seleção Brasileira de Futebol, na ocasião em que o time recebeu medalha de ouro na modalidade. Gustavo nasceu na cidade e é formado em Educação Física pela Universidade Católica de Petrópolis.

### Festivais

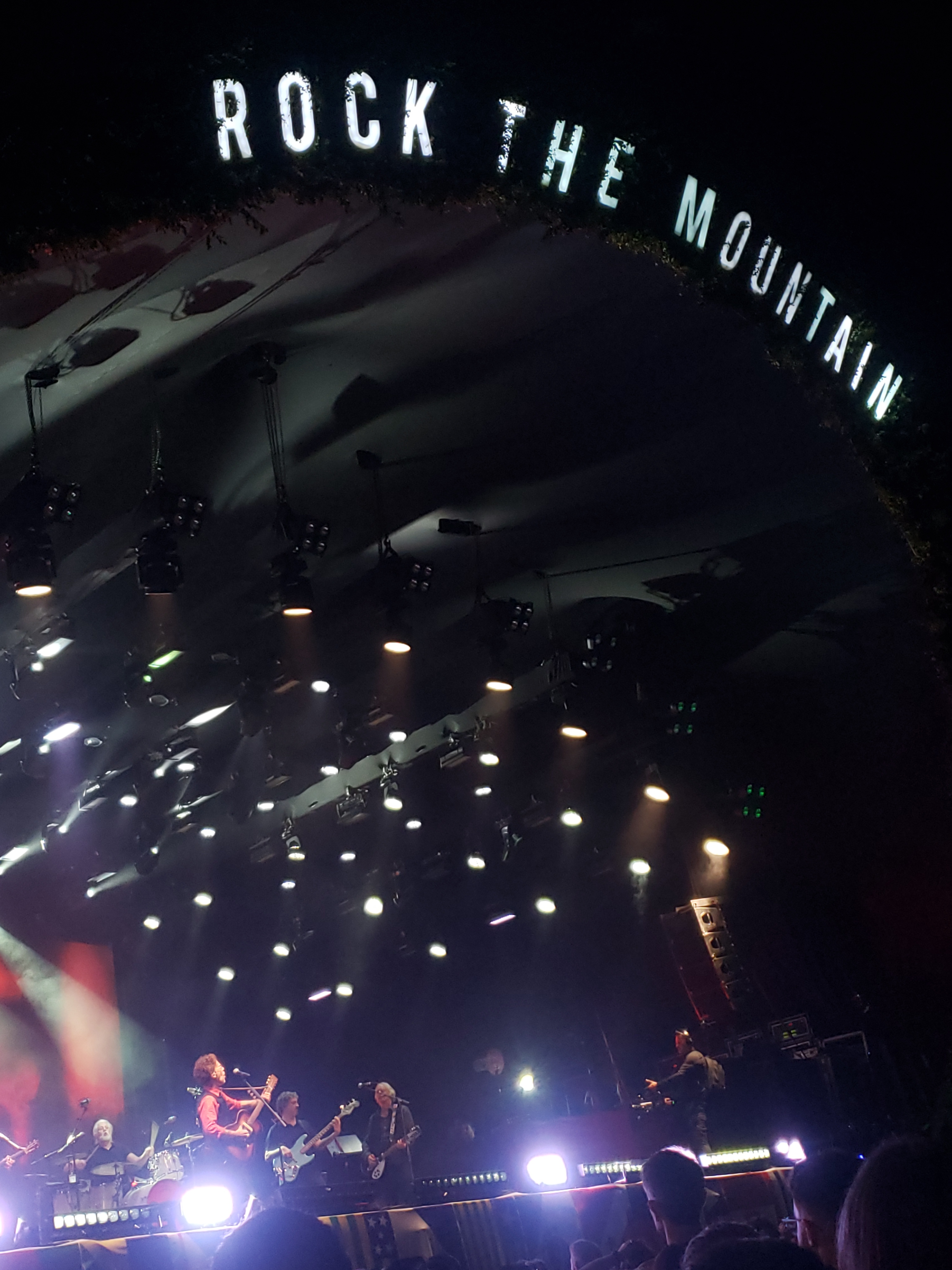
Um dos palcos do festival Rock the Mountain durante a apresentação do cantor Nando Reis.

A cultura de Petrópolis está diretamente ligada à imigração alemã. Desde 1989, é realizada anualmente a Bauernfest, uma festa típica em homenagem aos imigrantes alemães. O festival em 2012 durou 11 dias, teve a participação de 368 mil visitantes e arrecadou R$ 55 milhões. O festival recebe turistas estrangeiros e do Brasil inteiro, em especial da cidade do Rio de Janeiro. É a festa mais influente da cidade e inclui competições de chope a metro, apresentações, culinária típica, exposição de chocolates, entre outras atrações. A cidade realiza ainda o Serra Serata, festival anual que celebra a imigração e a cultura italiana, o Bunka-Sai, festival anual de cultura japonesa, e o Ubuntu, festival anual de cultura afro-brasileira.
Na cidade, ocorre ainda o Rock the Mountain, festival de música de grande porte que celebra anualmente a música e a cultura brasileira. Por ele, já se apresentaram nomes nacionais e internacionais como Alcione, Mapei, Gilberto Gil, Icona Pop, Silva, Maria Bethânia, Gal Costa, Anitta, Iza, Pitty, Maria Rita, Nando Reis, Caetano Veloso, Erykah Badu, Jorge Ben Jor, Liniker, Kakkmaddafakka, Rubel, Pabllo Vittar, Gloria Groove, Criolo, Lulu Santos, Ney Matogrosso, Duda Beat, Emicida, Marina Sena, Baco Exu do Blues, Djonga, Kid le Chat e Letrux. O evento conta com 3 palcos, tendas, food-trucks 100% vegetarianos e atrações como bungee jump, balão, tirolesa, exposições de artes, entre outros. 
Petrópolis também realiza o Festival de Inverno, promovido pelo SESC, com diversas atrações para esse período do ano, no Palácio Quitandinha. O festival já é tradicional nas cidades de Petrópolis, Nova Friburgo e Teresópolis.

### Natal Imperial
No período próximo às celebrações de Natal, a cidade recebe uma série de atrações custeadas através de uma parceria entre o município e a esfera privada. O ciclo de atrações é chamado de Natal Imperial. O período se inicia no começo de dezembro, quando a cidade recebe uma iluminação especial espalhada por árvores, praças e prédios públicos, que complementam as decorações típicas espalhadas pela cidade. Além da decoração, são realizados shows, desfiles, paradas e outros eventos. Estima-se que em 2017 cerca de 300 mil pessoas irão visitar a cidade no período das festividades.

### Carnaval
Em 2013, o carnaval da cidade foi cancelado, para a aplicação das verbas no valor aproximado de R$ 1 milhão, antes usadas nos desfiles, na área da saúde, tornando assim Petrópolis um refúgio de cariocas do Carnaval. A decisão foi tomada durante uma reunião entre o prefeito e a Fundação de Cultura e Turismo. Em 2019, a escola de samba Unidos de Vila Isabel homenageou a cidade com o enredo "Em nome do pai, do filho e dos santos, a Vila canta a cidade de Pedro", ficando em 3º lugar na apuração.